# Porte San Gervasio
La Porta San Gervasio est une porte des anciens murs de Lucques, presque complètement démolis avec la construction des murs de la Renaissance, ces derniers encore visibles aujourd'hui. Des quatre portes du XIIIe siècle, seule subsiste la Porta dei Borghi, en plus de la Porta San Gervasio. 

## Histoire et description
Les murs médiévaux mesuraient environ 11 à 12 mètres de haut, avec diverses tours semi-circulaires et carrées et quatre portes monumentales, à leur tour flanquées de tours cylindriques, selon l'usage romain. La Porta San Gervasio (nommée à l'origine d'après les saints Gervais et Protais), également appelée dell'Annunziata, a été achevée en 1255, en grès et calcaire blanc. 
Au sommet de la tour de gauche, vue depuis la Via del Fosso, Italo Meschi (1887-1957) a vécu pendant des années guitariste, poète, anarchiste-pacifiste. Au sommet de la tour de droite, son cousin, le peintre Alfredo Meschi (1905-1981) avait son atelier. 
La porte a été restaurée en 2006-2007. 